# Taufkirchen-Palais

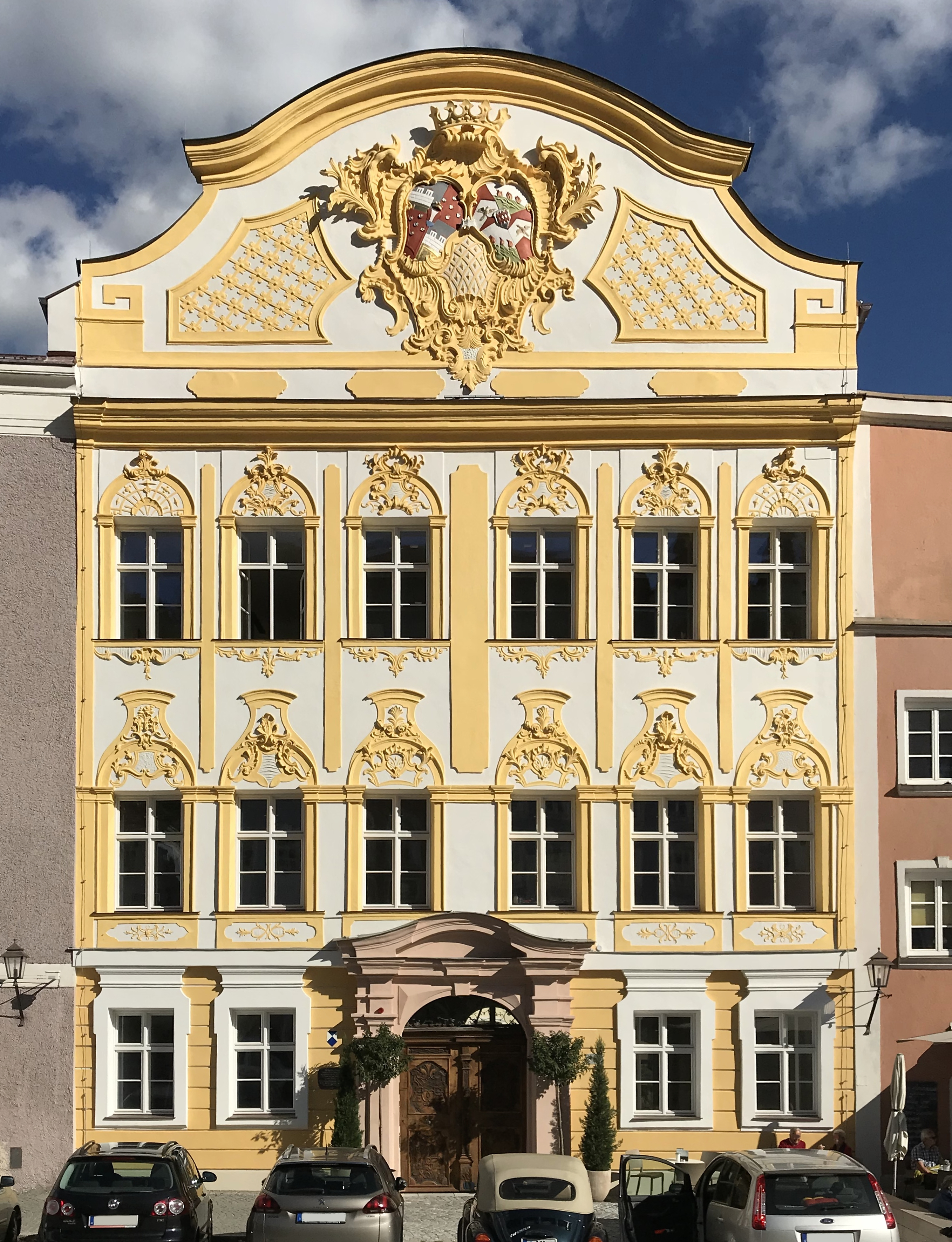
Taufkirchen-Palais

Das Taufkirchen-Palais, auch Tauffkirchen-Palais, ist ein Baudenkmal am Stadtplatz in Burghausen.
Das denkmalgeschützte Palais Taufkirchen am Stadtplatz 97, wurde von Vitztum Adam Graf von Taufkirchen erbaut und 1736 bezogen. Es handelt sich um einen stattlichen dreigeschossigen Bau mit Satteldach und geschweiftem Giebel. Die Fassade mit reichem Rokokostuck wurde nach Brand des Vorgängerbaus Mitte des 18. Jahrhunderts weitgehend neu erbaut. An der Fassade findet sich das stuckierte Allianzwappen der Adelsfamilien von Taufkirchen (links) und von Lerchenfeld (rechts), die das Rentamt Burghausen zwei Generationen hintereinander ausgeübt haben. Das Rückgebäude ist ein dreigeschossiger Mansarddachbau, das Erdgeschoss aus Tuffstein, mit angesetzten Stützpfeilern, wohl 18. Jahrhundert und einem Verbindungsbau mit zweigeschossigem verschlossenem Arkadengang. Vom 28. April bis 2. Mai 1809 quartierte Kaiser Napoleon I. in dem Gebäude. Von 1959 bis 2006 war hier das Amtsgericht Burghausen untergebracht. Nach dem Auszug der Zweigstelle des Amtsgerichts Altötting stand das Gebäude zwischenzeitlich leer und beherbergt nach einer Restaurierung 2018 Wohnungen und Gewerbe.